# Francesco Giannattasio
Francesco Giannattasio (Napoli, 11 novembre 1863 – Napoli, 16 agosto 1932) è stato un magistrato e politico italiano.

## Biografia
Laureato a Napoli nel 1888 inizia nello stesso anno la carriera in magistratura. A partire dal 1893 è sostituto procuratore del Re a Napoli, Perugia, Benevento, presidente del tribunale di Napoli, consigliere di corte d'appello a Messina. 
Tra il 1922 e il 1932 è primo presidente della Corte d'appello a Lucca, Bari, Firenze, e Napoli.